# Tossal Esbonllat
El Tossal Esbonllat és una muntanya que es troba en límit dels termes municipals de la Vall de Boí (Alta Ribagorça) i Espot (Pallars Sobirà), dins del Parc Nacional d'Aigüestortes i Estany de Sant Maurici.

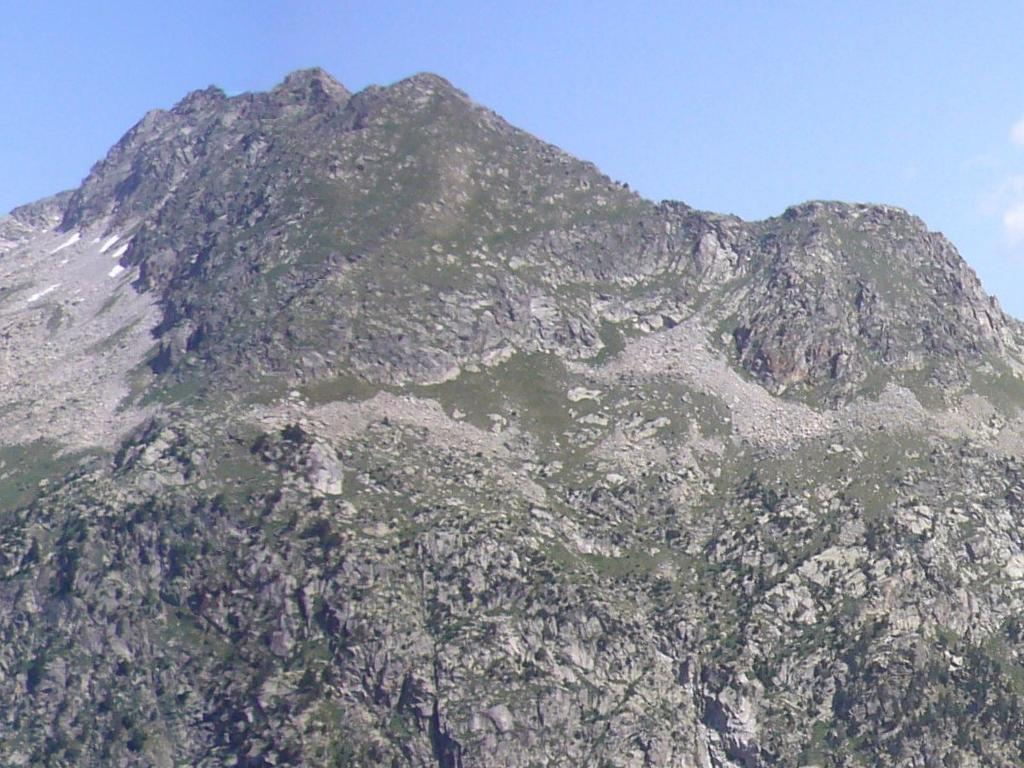
Gran Tuc de Colomèrs, Cap de la Pala Alta d'Estany Llong i Tossal Esbonllat, vistos des del Vall de les Corticelles.

El pic, de 2.637,5 metres, s'alça a la carena que separa la Vall de Sant Nicolau (S) i Colomers d'Espot (N); amb el Cap de la Pala Alta d'Estany Llong a l'oest-nord-oest i l'Estany Redó a l'est.

## Rutes
Per Colomers d'Espot: des del desguàs de l'Estany del Bergús agafant direcció sud-est.